# SJ Ma sorozat
Az SJ Ma sorozat egy svéd Co'Co' tengelyelrendezésű 15 kV, 16,7 Hz AC áramrendszerű villamosmozdony-sorozat. 1953 és 1960 között gyártotta az ASEA. Összesen 41 darab készült belőle. Egyaránt felhasználják személy- és tehervonatok továbbítására.